# Битбокс

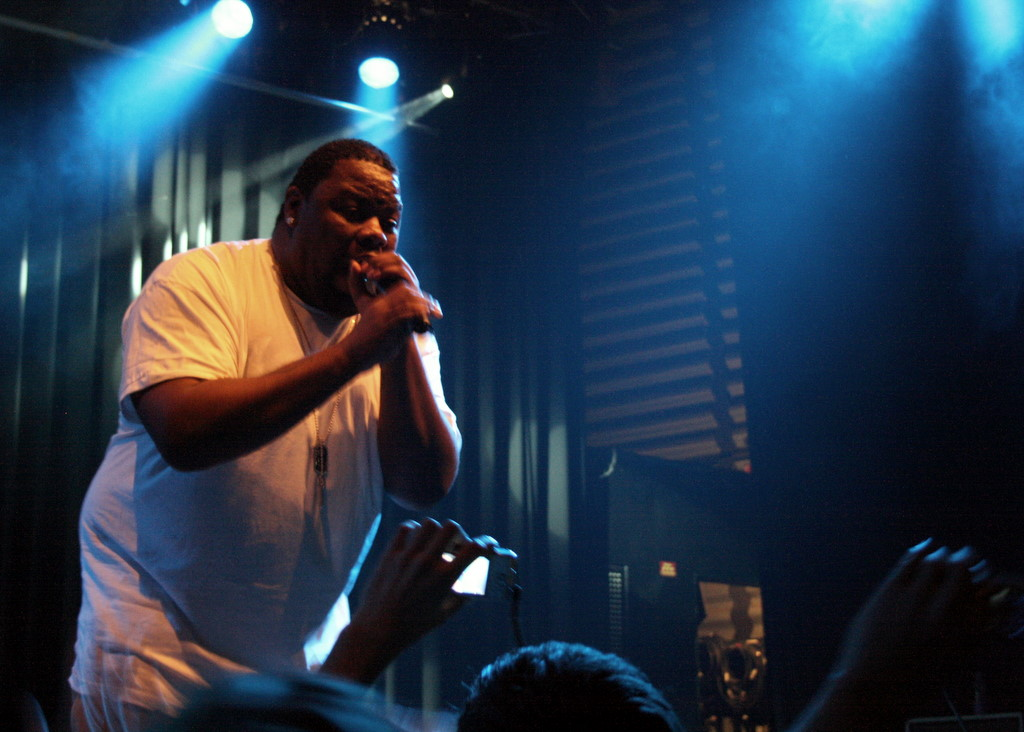
Биз Марки

Битбокс — жанр музыки, включающий в себя способы создания композиции при помощи артикуляционного аппарата и иногда рук. Он также может включать в себя пение, вокальный скретч, имитацию работы с вертушками, звуков духовых инструментов, струн, диджей-скретчей и многих других. Раньше битбокс был тесно связан с хип-хоп культурой, часто упоминался как «пятый элемент хип-хопа», однако со временем ограничения в стилях перестали иметь значение. Термин «битбокс» иногда используется для обозначения вокальной перкуссии в общем.

## Предыстория

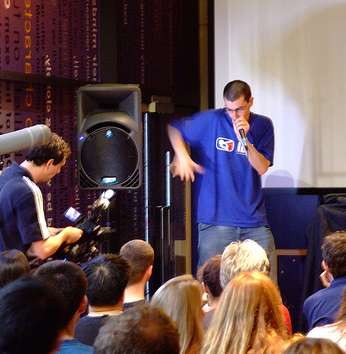
Shlomo

Техники исполнения, подобные современному битбоксу, представлены во многих американских музыкальных жанрах, начиная с XIX века, такие как: ранний американский фолк, религиозные песни, блюз, регтайм, водевиль, хокум (блюз с ноткой юмора). Примером является техника апалачи ифинг и блюз-композиция «Bye bye bird» от Sonny Boy Williamson II.
Предполагается, что битбокс берёт свои истоки из африканской традиционной музыки, где исполнители используют свои тела как перкуссионные инструменты (хлопки в ладоши, выбивание ритма ногами) и производят звуки губами, громко вдыхая и выдыхая. Данные техники используются в современном битбоксе.
Многие известные артисты применяли вокальную перкуссию ещё до появления битбокс-культуры. Примером может быть песня Пола МакКартни «That Would Be Something» (1969) или песня Pink Floyd «Pow R. Toc H.» (1967), в которых использовалась вокальная перкуссия. Джазовые певцы Бобби Макферрин (автор и исполнитель песни «Don’t worry, be happy») и Эл Джерро были известны своими стилями исполнения и техниками, которые имели большое влияние на современные техники исполнения битбокса. Майкл Джексон записал свой битбокс на диктофон и использовал скретч в создании многих своих песен, включая «Billie Jean», «The Girl Is Mine» и других.
Подобная битбоксу техника использовалась давно и в кинематографе (например, в фильме «Весёлые ребята» — первая музыкальная кинокомедия, снятая в 1934 году в СССР, в мультфильме 1968 года «Шпионские страсти»).

## Происхождение в хип-хопе
Термин «битбокс» («beatboxing») возник из названия первого поколения драм-машин, которые назывались битбоксами («beatboxes»). «Человеческий битбокс» («Human beatboxing») в хип-хопе возник в 1980-х годах. Первопроходцами были Doug E. Fresh, Buffy, которые создали много техник битбокса, и Wise, который распространял эту культуру. Также первопроходцами были Rahzel, который прославился своим реалистичным голосом робота, Scratch — битбоксер, известный своим вокальным скретчем, и Кенни Муххамад, известный как «человек-оркестр». Кенни поражал своей техничностью и выдающейся точностью в ритме, ввёл Ка снейр в себя (inward k snare) и другие техники, до сих пор часто используемые в битбоксе.

## Современный битбокс
Интернет сыграл большую роль в развитии и популяризации битбокса. Alex Tew (ака A-Plus) создал первое онлайн-сообщество битбоксеров в 2000 году на сайте HUMANBEATBOX.COM. В 2001 Gavin Tyte, член сообщества, создал первые руководства и видеоруководства по битбоксу. В 2003 году сообщество занялось организацией первого «Собрания людей-битбоксеров» («Human Beatbox Convention») в Лондоне с участниками битбокс-исполнителей со всего мира.
Текущая популярность битбокса объясняется отчасти выступлениями Rahzel, RoxorLoops, Reeps One и Alem.
Иногда современные битбоксеры могут использовать руки или другие части своего тела для расширения спектра звуковых эффектов и ритмов.